# Brama Opatowska
Brama Opatowska – gotycka brama wjazdowa z 2 poł. XIV w. w Sandomierzu. Zbudowana z fundacji Kazimierza Wielkiego jako część murów obronnych miasta. W XVI w. została zwieńczona renesansową attyką ufundowaną przez sandomierskiego lekarza Stanisława Bartolona.
W czasie powstania styczniowego 8 lutego 1863 r. miał tu miejsce dramatyczny epilog bitwy pod Słupczą. Uchodzący z pola bitwy rozgromieni powstańcy próbowali stawiać opór na barykadzie wzniesionej w Bramie Opatowskiej. Została ona jednak zdobyta już przy pierwszym ataku ścigających ich Kozaków.
Jest jedyną zachowaną bramą spośród czterech, które prowadziły niegdyś do Sandomierza. Poza Opatowską do miasta prowadziły jeszcze bramy: Zawichojska, Lubelska i Krakowska oraz dwie furty, spośród których zachowała się jedna – Dominikańska, nazywana Uchem Igielnym.
W 1979 roku na tle Bramy Opatowskiej nagrano teledysk do piosenki Nic nie może wiecznie trwać Anny Jantar.
W 2014 r. bramę zwiedziło 114 676 osób, a w 2013 r. – 101 852 osób.

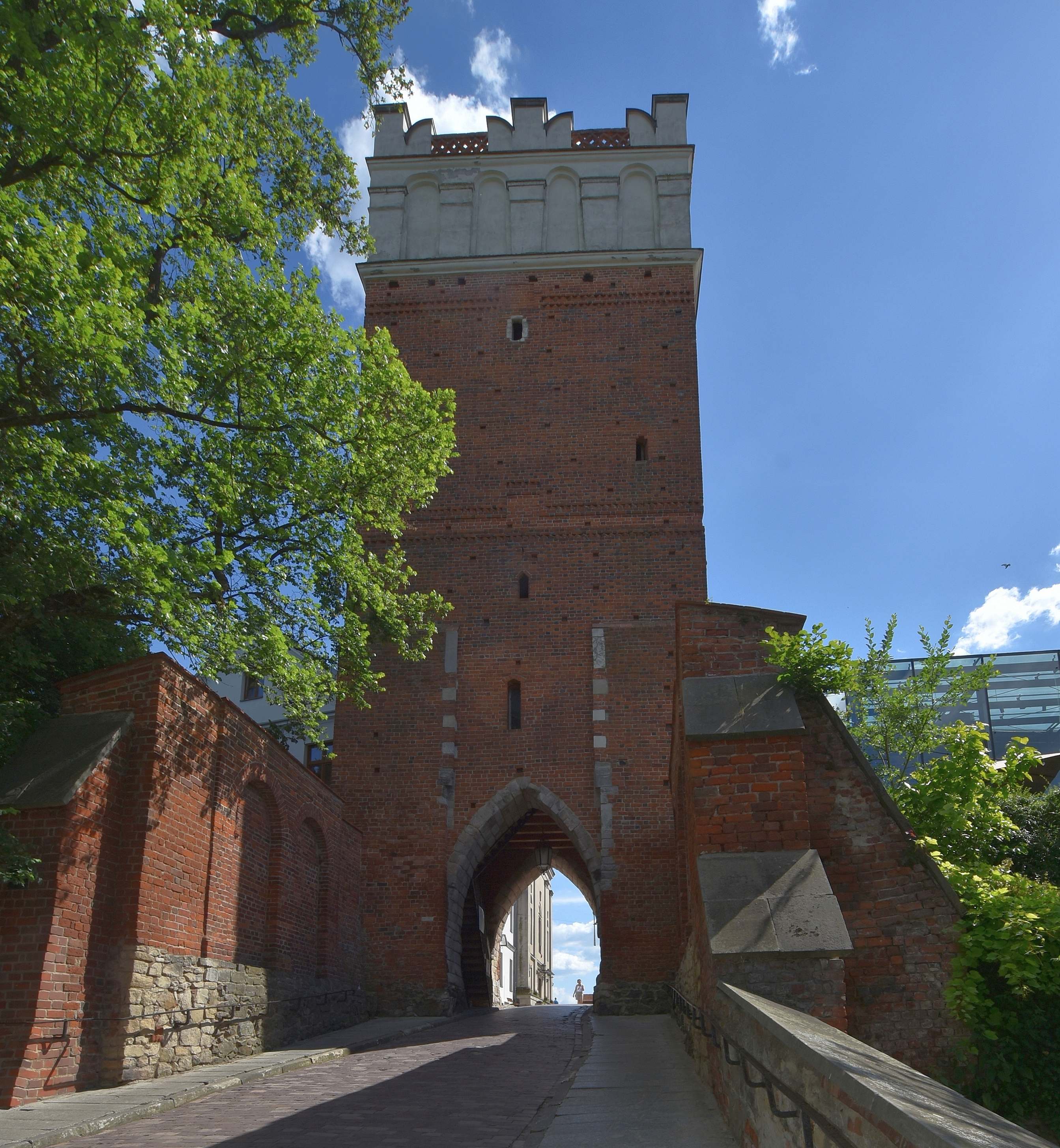
Elewacja północna
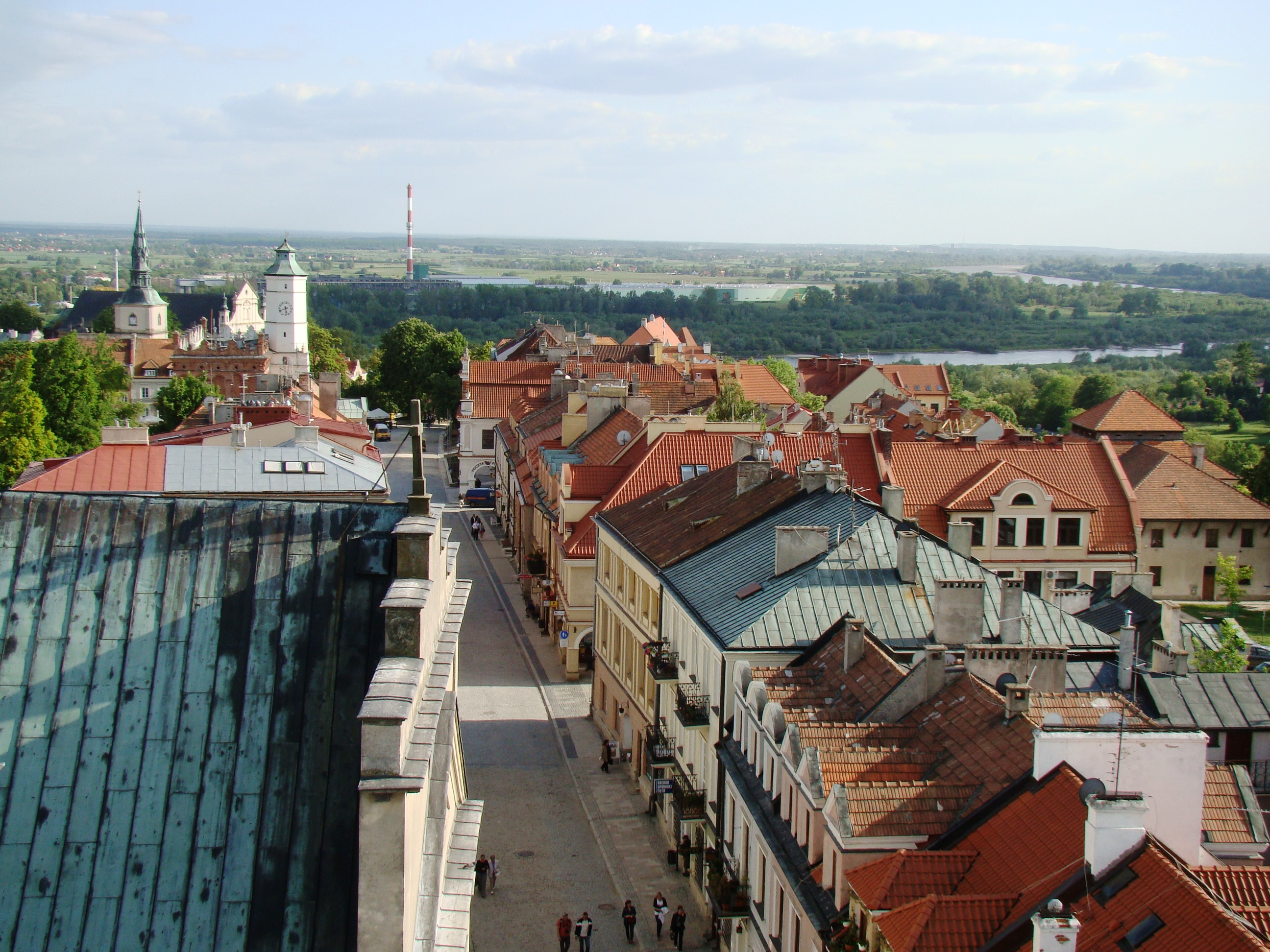
Widok z Bramy
Logo „Pomnik Historii”

## Pomnik historii
22 listopada 2017 r. decyzją Prezydenta RP Andrzeja Dudy na wniosek Ministra Kultury i Dziedzictwa Narodowego Piotra Glińskiego, po uzyskaniu opinii Rady Ochrony Zabytków, wpisano sandomierski historyczny zespół architektoniczno-krajobrazowy na listę pomników historii, przyznawany zabytkom nieruchomym o szczególnej wartości historycznej, naukowej i artystycznej, utrwalonym w powszechnej świadomości i mającym duże znaczenie dla dziedzictwa kulturalnego Polski. Obszar tego pomnika obejmuje zabytki sandomierskiej starówki, w tym między innymi bazylikę katedralną, sandomierskie kościoły pw. Nawrócenia świętego Pawła, pw. św. Jakuba, pw. św. Michała, pw. św. Józefa, pw. Ducha Świętego, Dom Długosza, średniowieczny układ urbanistyczny miasta, Brama Opatowska, ratusz, Collegium Gostomianum, Wąwóz Królowej Jadwigi i Wąwóz Piszczele.